# Rafał Księżyk

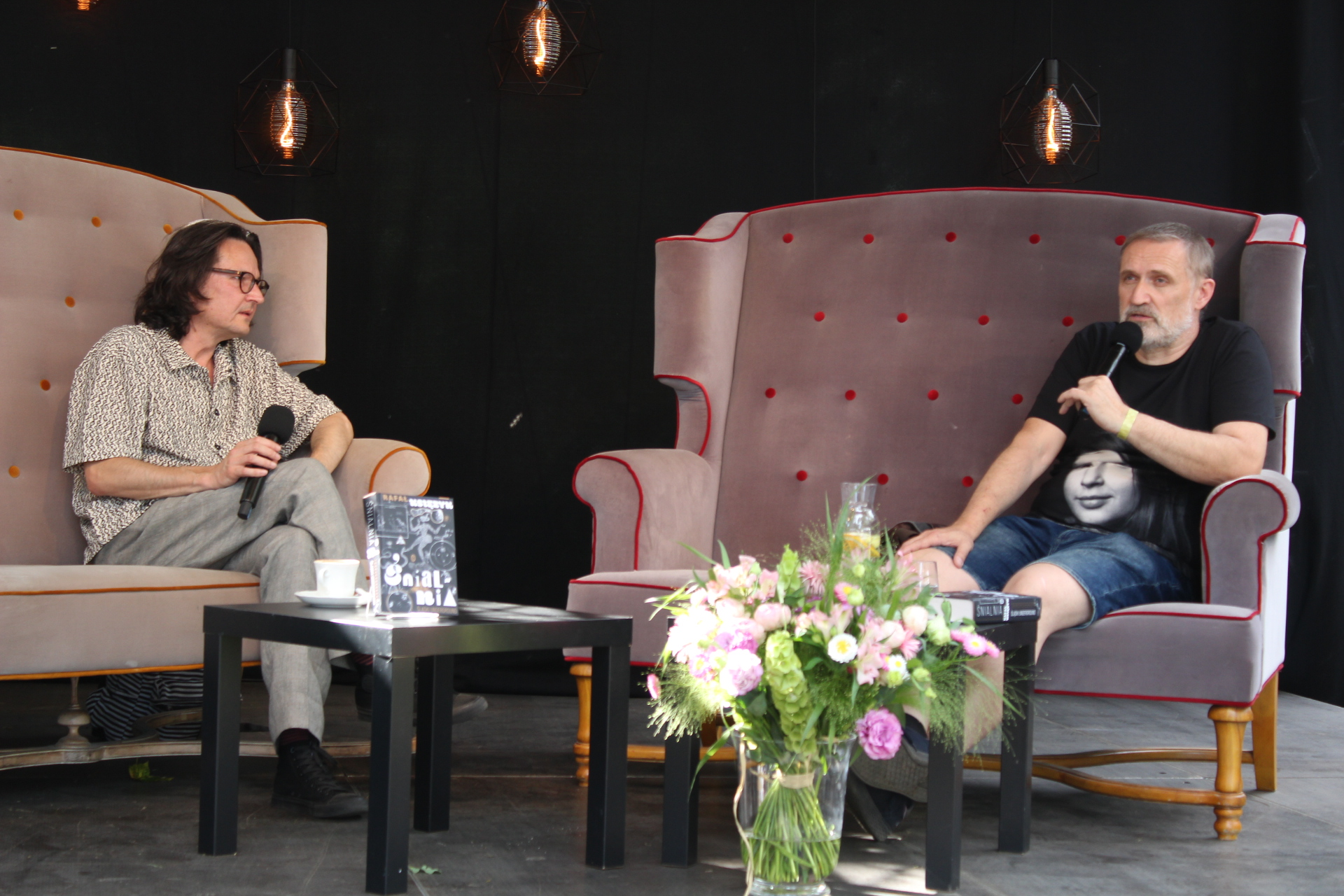
Rafał Księżyk, Wojciech Bonowicz

Rafał Księżyk (ur. 1970) – polski dziennikarz, krytyk muzyczny, redaktor naczelny miesięcznika „Playboy” w latach 2012-2018. Autor eseju 23 cięcia dla Williama S. Burroughsa (2013). Jeden ze współtwórców nowoczesnej prasy popkulturowej i muzycznej w Polsce w latach 90. XX wieku. Swoje teksty publikował m.in. w „Brumie”, „Machinie”, „Jazz Forum”.
W 2019 otrzymał nominację do Nagrody Literackiej Gdynia w kategorii esej za Wywracanie kultury. O dandysach, hipsterach i mutantach. W 2024 został laureatem Górnośląskiej Nagrody Literackiej „Juliusz” za biografię pt. Śnialnia. Śląski underground.

## Książki
- Kryzys w Babilonie (2012) – biografia Roberta Brylewskiego
- Desperado (2013) – biografia Tomasza Stańki (współautor)
- ADHD (2013) – biografia Tymona Tymańskiego
- 23 cięcia dla Williama S. Burroughsa (2013)
- Idę tam gdzie idę (2015) – biografia Kazika Staszewskiego
- Nieprzysiadalność (2017) – biografia Marcina Świetlickiego
- Wywracanie kultury. O dandysach, hipsterach i mutantach (2018)
- King! (2019) – biografia Muńka Staszczyka[3]
- Dzika rzecz. Polska muzyka i transformacja 1989-1993 (2020)[4]
- Fala. Rok 1984 i polski postpunk (2025)[5]